# Municipio de Rosoman
El municipio de Rosoman (en idioma macedonio: Општина Росоман) es uno de los ochenta y cuatro municipios en los que se subdivide administrativamente Macedonia del Norte.

## Geografía
Este municipio se encuentra localizado en el territorio que abarca la región estadística de Vardar.

## Población
La superficie de este municipio abarca una extensión de territorio de unos 132,9 kilómetros cuadrados. La población de esta división administrativa se encuentra compuesta por un total de 4.141 personas (según las cifras que arrojaron el censo llevado a cabo en el año 2002). Mientras que su densidad poblacional es de unos 31 habitantes por cada kilómetro cuadrado aproximadamente.